# Lobelia siphilitica
Lobelia siphilitica är en klockväxtart som beskrevs av Carl von Linné. Lobelia siphilitica ingår i släktet lobelior, och familjen klockväxter. Inga underarter finns listade i Catalogue of Life.

## Bildgalleri

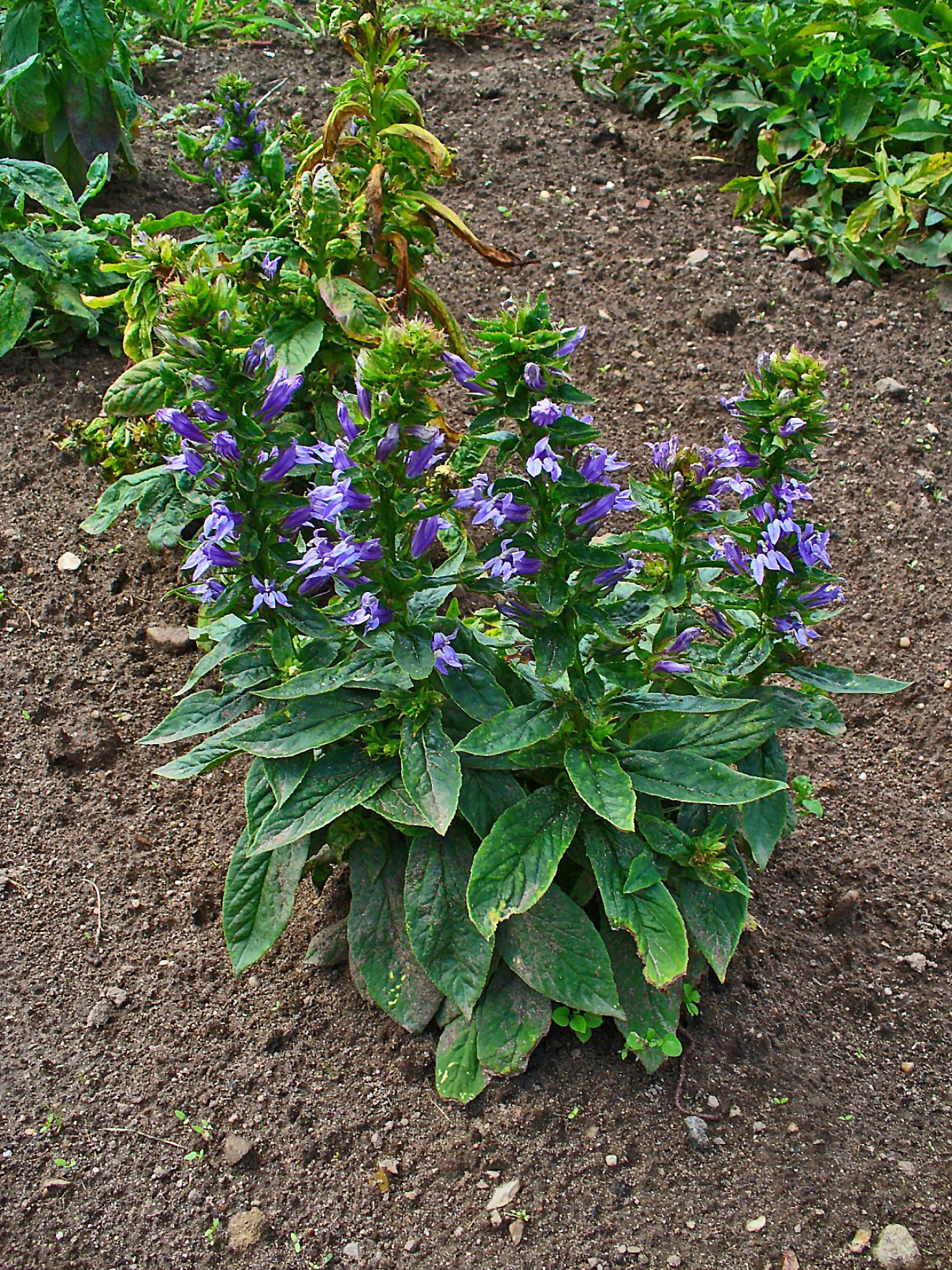
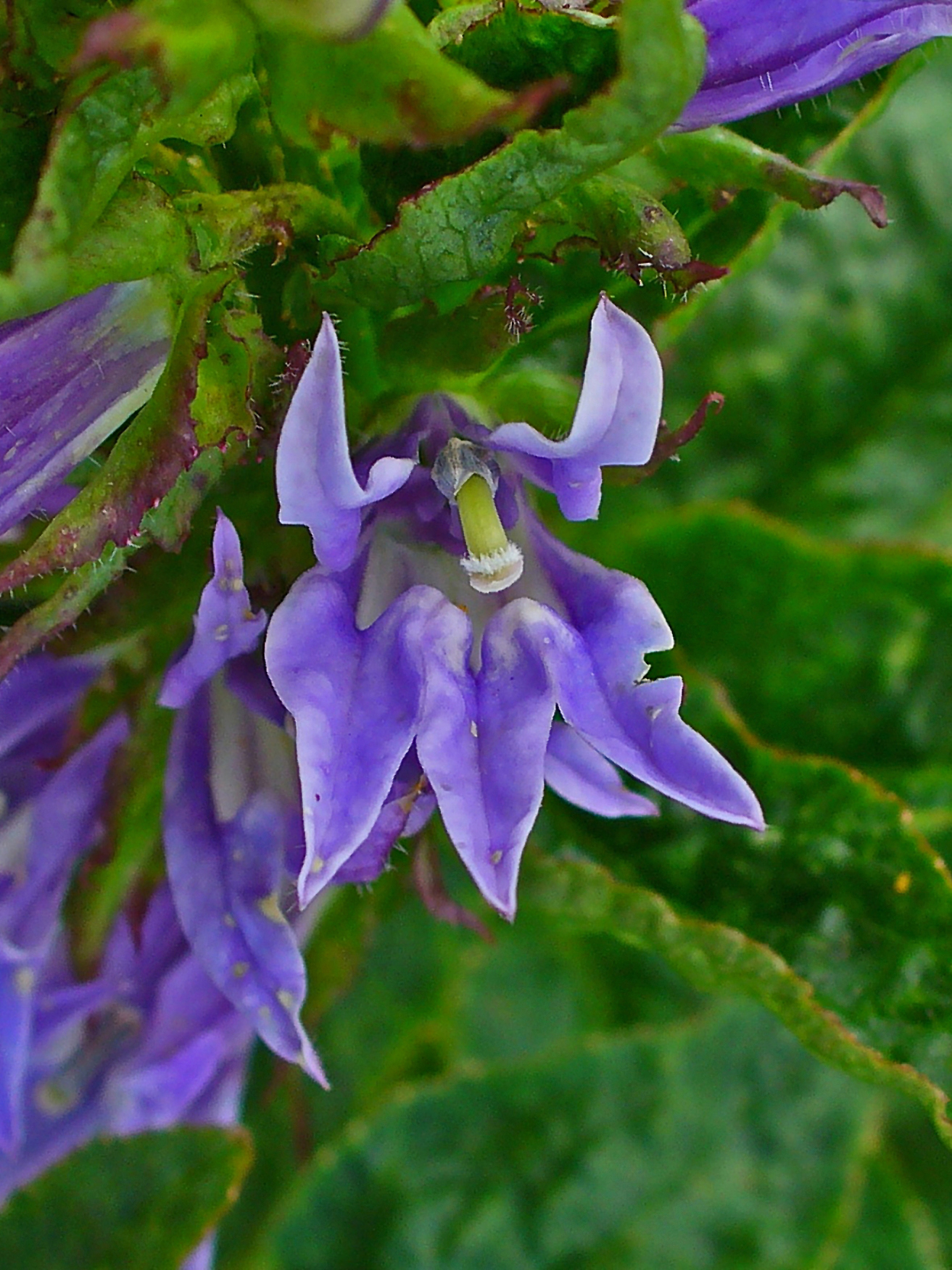
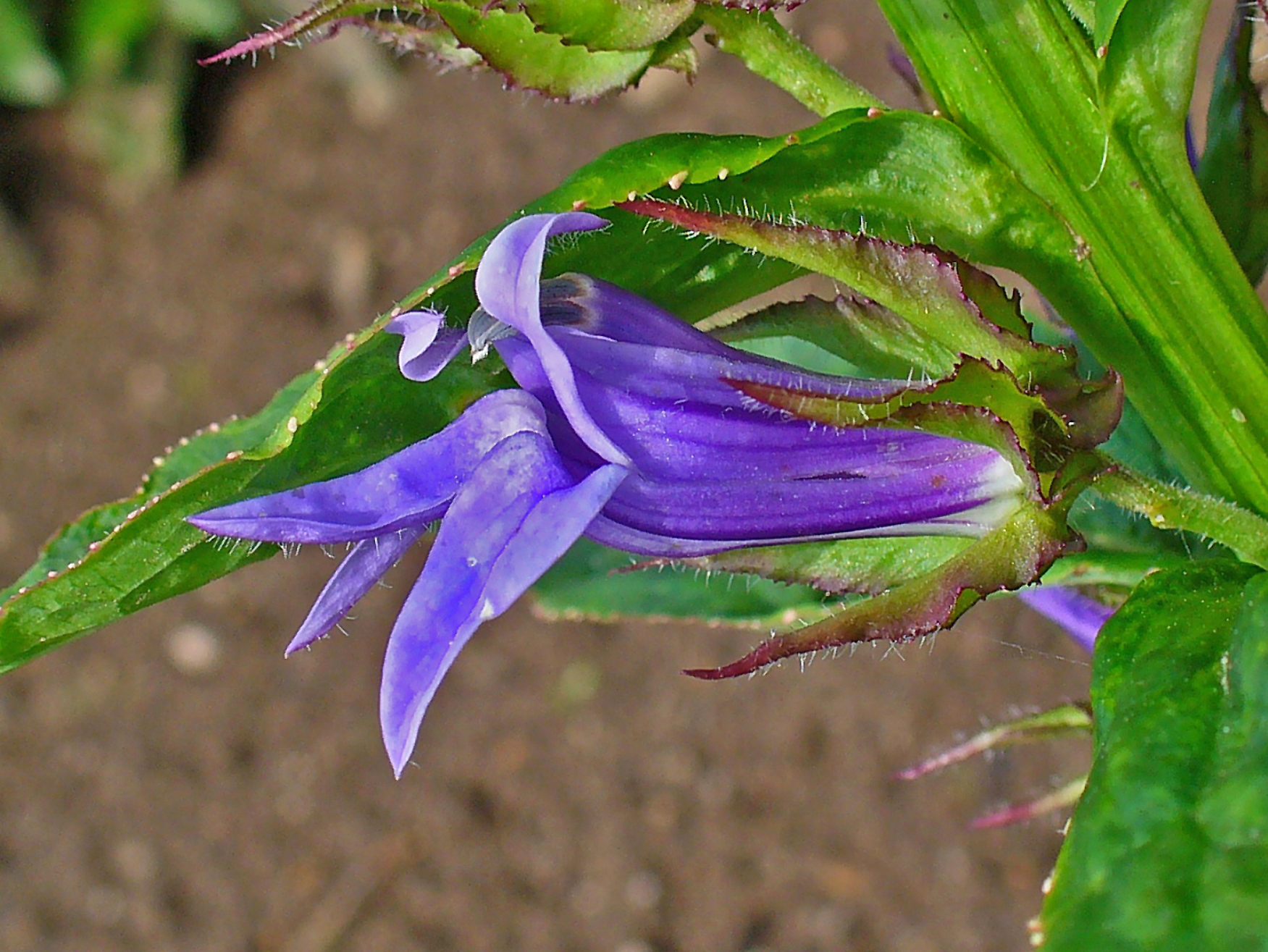
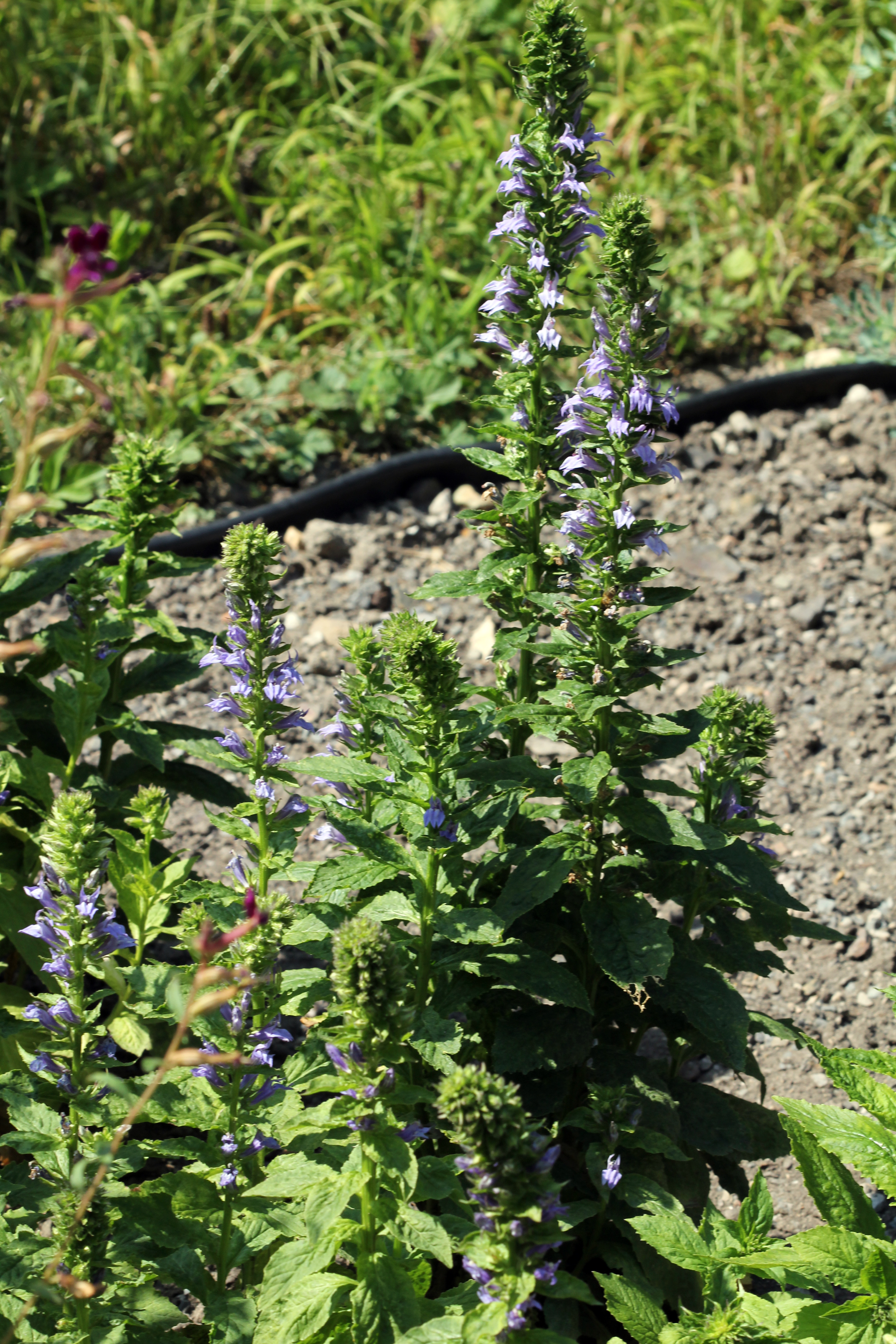
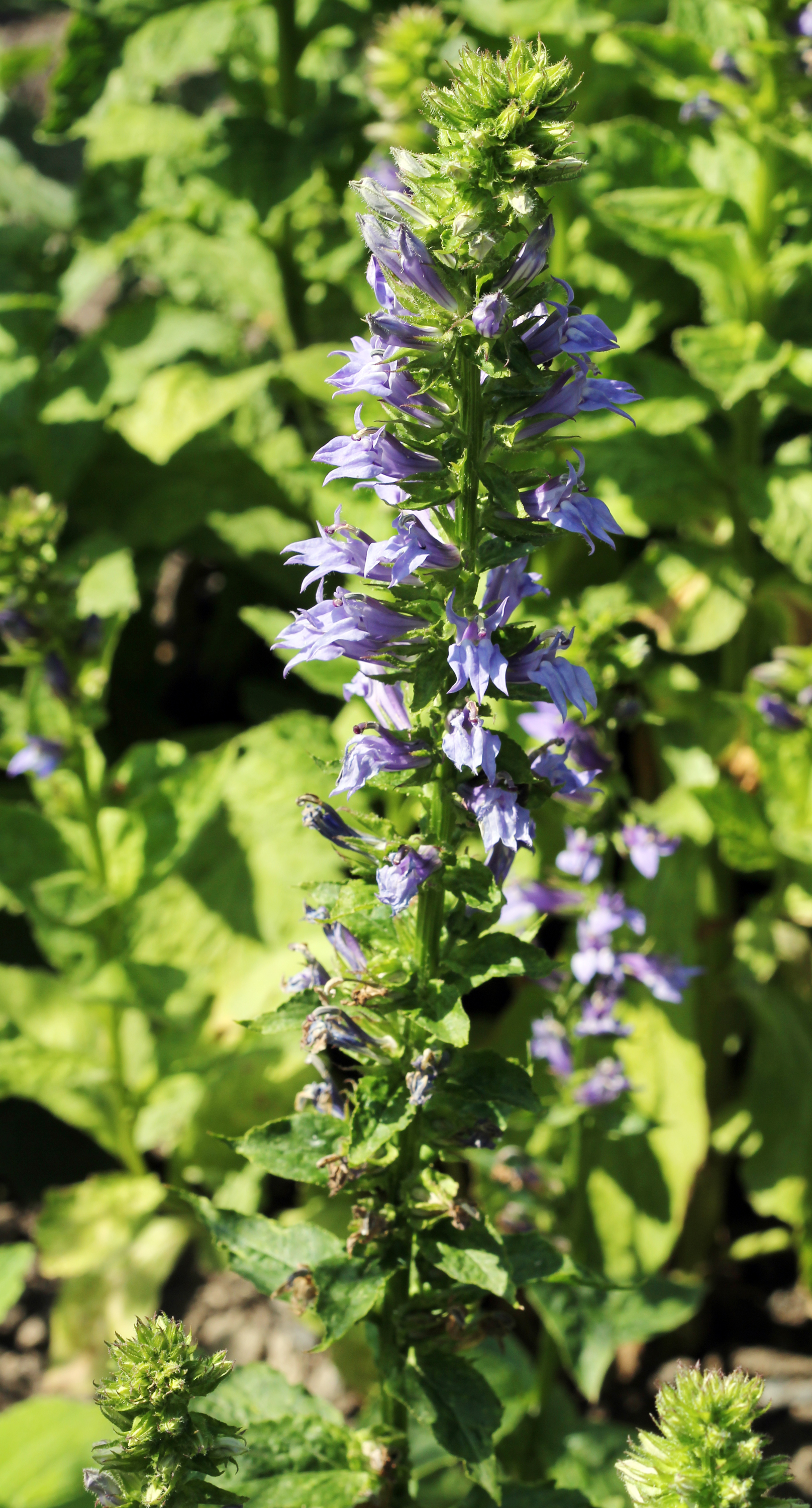
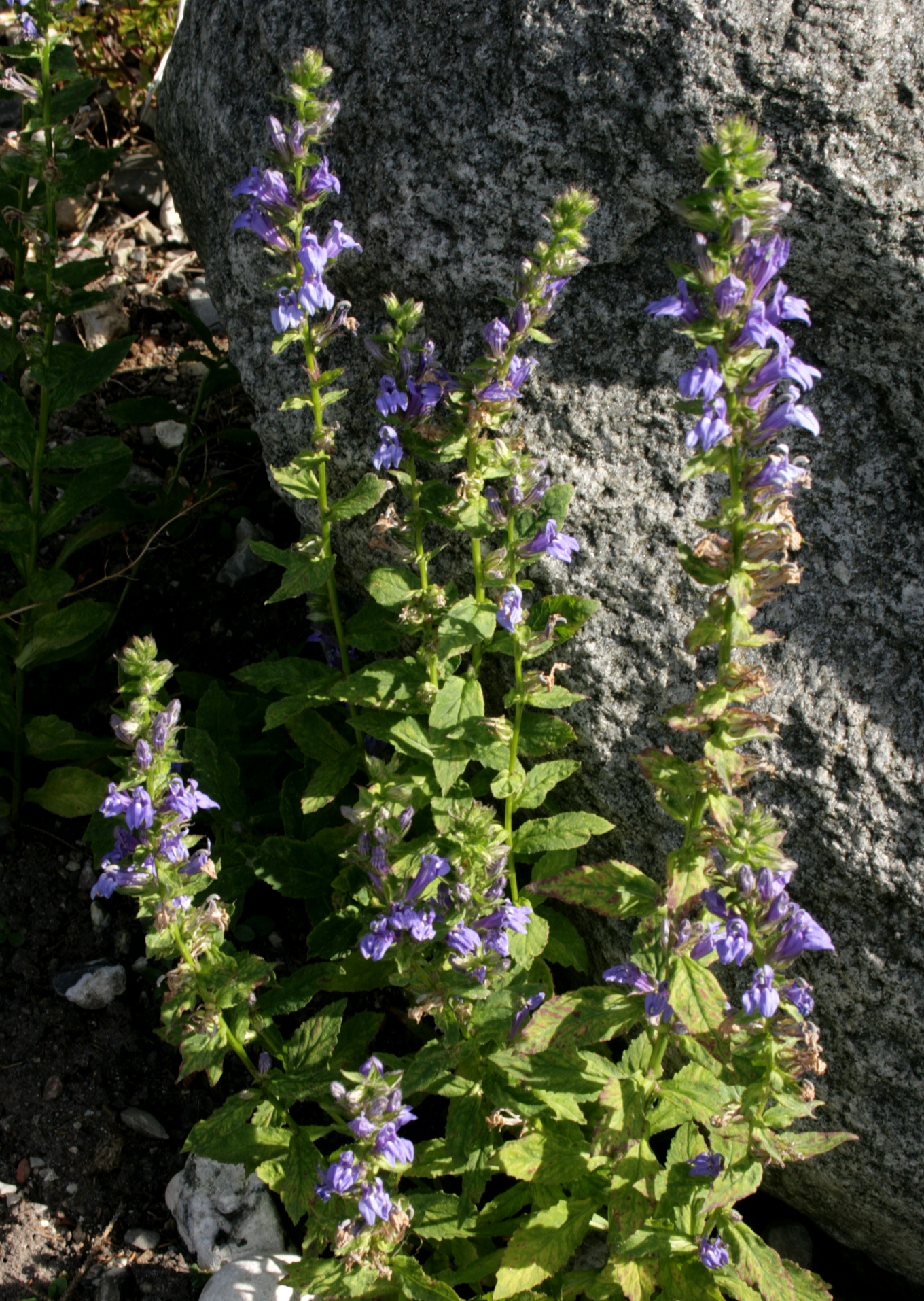